# جريس متفرع
الجُرَيس المتفرع (باللاتينية: Campanula ramosissima) نوع نباتي ينتمي إلى جنس الجريس من الفصيلة الجريسية.

## الموئل والانتشار
موطنه بلاد الشام وتركيا وبعض مناطق البلقان وإيطاليا.

## مرادفات للاسم العلمي
- (باللاتينية: Campanula lorei Pollini)
- (باللاتينية: Campanula retrorsa Labill.)
- (باللاتينية: Campanula scabrida Hochst.)
- (باللاتينية: Campanula ramosissima var. velutina Griseb.)